# Équipe de Tunisie de football en 1992
L'équipe de Tunisie de football dispute huit rencontres internationales en 1992, dont trois dans le cadre des qualifications à la coupe du monde 1994.
L'équipe gagne contre l'équipe du Bénin mais enregistre deux matchs nuls. Elle est invitée par le Conseil supérieur du sport en Afrique à disputer une coupe contre le Nigeria mais perd ce match aux tirs au but.

## Matchs

### Rencontres internationales
| Date              | Stade                                | Adversaire | Score                                      | Comp                  | Buteurs tunisiens                                                      |
| 15 janvier 1992   | Stade olympique d'El Menzah, Tunisie | Nigeria    | 1-1 (3-1 pour le Nigeria aux tirs au but)  | Coupe du CSSA         | Ben Tahar 49e                                                          |
| 26 février 1993   | Stade olympique d'El Menzah, Tunisie | Belgique   | 2-1                                        | A                     | L. Rouissi 31e, Genaux 75e (csc)                                       |
| 22 avril 1992     | Stade olympique d'El Menzah, Tunisie | Suède      | 0-1                                        | A                     |                                                                        |
| 22 septembre 1992 | Stade olympique d'El Menzah, Tunisie | Algérie    | 1-1                                        | A                     | Hamrouni 16e                                                           |
| 11 octobre 1992   | Stade olympique d'El Menzah, Tunisie | Bénin      | 5-1                                        | QCDM                  | F. Rouissi 16e (pen.), Mahjoubi 29e, Hamrouni 40e, 51e, A. Sellimi 87e |
| 25 octobre 1992   | Addis-Abeba, Éthiopie                | Éthiopie   | 0-0                                        | QCDM                  |                                                                        |
| 7 novembre 1992   | Stade olympique d'El Menzah, Tunisie | Finlande   | 1-1 (4-3 aux tirs au but pour la Finlande) | Tournoi du 7-Novembre | Boukadida 72e                                                          |
| 20 décembre 1992  | Stade olympique d'El Menzah, Tunisie | Maroc      | 1-1                                        | QCDM                  | F. Rouissi 45e                                                         |

### Matchs de préparation
| Date            | Stade           | Adversaire               | Score | Comp | Buteurs tunisiens    |
| 13 août 1992    | Brescia, Italie | Brescia Calcio ( Italie) | 2-1   | A    | Hamrouni, S. Sellimi |
| 17 juillet 1992 | Pise, Italie    | AC Pise ( Italie)        | 1-3   | A    | Ben Néji             |

## Sources
- Mohamed Kilani, « Équipe de Tunisie : les rencontres internationales », Guide-Foot 2010-2011, éd. Imprimerie des Champs-Élysées, Tunis, 2010
- Béchir et Abdessattar Latrech, 40 ans de foot en Tunisie, vol. 1, chapitres VII-IX, éd. Société graphique d'édition et de presse, Tunis, 1995, p. 99-176